# Gwoza
Gwoza es un área de gobierno local del estado de Borno, en Nigeria, con una población estimada en marzo de 2016 de 388 600 habitantes.
Se encuentra ubicada al noreste del país, cerca de la frontera con Camerún, Chad y Níger.